# Poa atropurpurea
Espèce
Poa atropurpurea est une espèce de plantes à fleurs de la famille des Poaceae. C'est une herbe rare endémique du sud de la Californie, où elle est connue dans deux régions, les Montagnes de San Bernardino, près du lac Big Bear et les monts Laguna du comté de San Diego.

## Description
C'est une plante vivace qui présente des rhizomes et pousse en petites touffes lâches pouvant atteindre jusqu'à environ un demi-mètre de haut. Les feuilles sont dures et ont souvent les bords roulés ou pliés. C'est une espèce dioïque, avec des individus mâles et femelles portant différents types de fleurs. L'inflorescence est un épillet. Les inflorescences mâles et femelles se ressemblent. Elles peuvent présenter jusqu'à 70 épillets chacun, qui sont de couleur violacée.

## Habitat
Elle pousse dans les prairies humides en zone montagneuses. Dans les Montagnes de San Bernardino, cette plante est visible, tout comme d'autres espèces rares, près de Big Bear City. Dans le comté de San Diego elle a été observée sur le mont Palomar et dans les prairies du Mont Laguna. Il y a moins de vingt populations connues de cette plante et elle est sur la liste fédérale des espèces menacées aux États-unis.
Cette espèce est confrontée à un certain nombre de menaces, y compris la dégradation des prairies et de son habitat par la circulation de véhicules en dehors des routes, la construction du Big Bear City Airport et l'aménagement de pistes de ski. Certaines populations connues ne contiennent que des individus femelles. Parmi les autres menaces on note le pâturage par le bétail et le piétinement.